# Се (Арьеж)
Се (фр. Seix) — коммуна во Франции, находится в регионе Юг — Пиренеи. Департамент коммуны — Арьеж. Входит в состав кантона Уст. Округ коммуны — Сен-Жирон.
Код INSEE коммуны — 09285.

## Население
Население коммуны на 2008 год составляло 816 человек.
| 1962 | 1968 | 1975 | 1982 | 1990 | 1999 | 2008 |
| ---- | ---- | ---- | ---- | ---- | ---- | ---- |
| 1030 | 1032 | 1009 | 953  | 806  | 697  | 816  |

## Экономика
В 2007 году среди 475 человек в трудоспособном возрасте (15—64 лет) 319 были экономически активными, 156 — неактивными (показатель активности — 67,2 %, в 1999 году было 65,7 %). Из 319 активных работали 269 человек (139 мужчин и 130 женщин), безработных было 50 (28 мужчин и 22 женщины). Среди 156 неактивных 37 человек были учениками или студентами, 66 — пенсионерами, 53 были неактивными по другим причинам.

## Достопримечательности
- Церковь XVIII века
- Звонница
- Военный мемориал
- Романская часовня
- Замок Се
- Замок Мираба